# ليند د. ماكورميك
ليند د. ماكورميك (بالإنجليزية: Lynde D. McCormick)‏ هو ضابط أمريكي، ولد في 12 أغسطس 1895 في أنابولس في الولايات المتحدة، وتوفي في 16 أغسطس 1956 في نيوبورت في الولايات المتحدة.

## روابط خارجية
- ليند د. ماكورميك على موقع مونزينجر (الألمانية)